# Luis Muriel
Luis Fernando Muriel Fruto (født 16. april 1991 i Santo Tomás, Colombia), er en colombiansk fodboldspiller (angriber). Han spiller for Orlando City (2024).
Han spillede for FC Sevilla i den spanske La Liga.

## Klubkarriere
Muriel startede sin karriere i hjemlandet hos Deportivo Cali, inden han i 2010 rejste til Europa, hvor han skrev kontrakt med italienske Udinese. Han var tilknyttet klubben de følgende fem år, men formåede aldrig for alvor at slå igennem, og hans ophold var præget af flere udlejninger.
I sommeren 2015 blev Muriel solgt til Sampdoria, hvor han opnåede større succes end i Udinese. I løbet af de følgende to år spillede han 63 Serie A-kampe for Genoa-klubben, hvori han scorede 17 mål. Herefter blev han solgt til Sevilla FC i Spaniens La Liga for en pris på 20 millioner euro.

## Landshold
Muriel debuterede for det colombianske landshold 10. juni 2012 i en VM-kvalifikationskamp på udebane mod Ecuador. Han repræsenterede sit land ved VM 2018 i Rusland.